# Kroktjärnen (Bodums socken, Ångermanland, 710856-152631)
Kroktjärnen är en sjö i Strömsunds kommun i Ångermanland och ingår i Ångermanälvens huvudavrinningsområde. Sjön har en area på 0,147 kvadratkilometer och ligger 252,9 meter över havet.

## Delavrinningsområde
Kroktjärnen ingår i det delavrinningsområde (711034-152466) som SMHI kallar för Utloppet av Kroktjärnen. Medelhöjden är 292 meter över havet och ytan är 5,54 kvadratkilometer. Det finns inga avrinningsområden uppströms utan avrinningsområdet är högsta punkten. Vattendraget som avvattnar avrinningsområdet har biflödesordning 5, vilket innebär att vattnet flödar genom totalt 5 vattendrag innan det når havet efter 188 kilometer. Avrinningsområdet består mestadels av skog (84 procent) och sankmarker (11 procent). Avrinningsområdet har 0,08 kvadratkilometer vattenytor vilket ger det en sjöprocent på 1,4 procent.